# Nghi thức sử dụng dụng cụ ăn uống

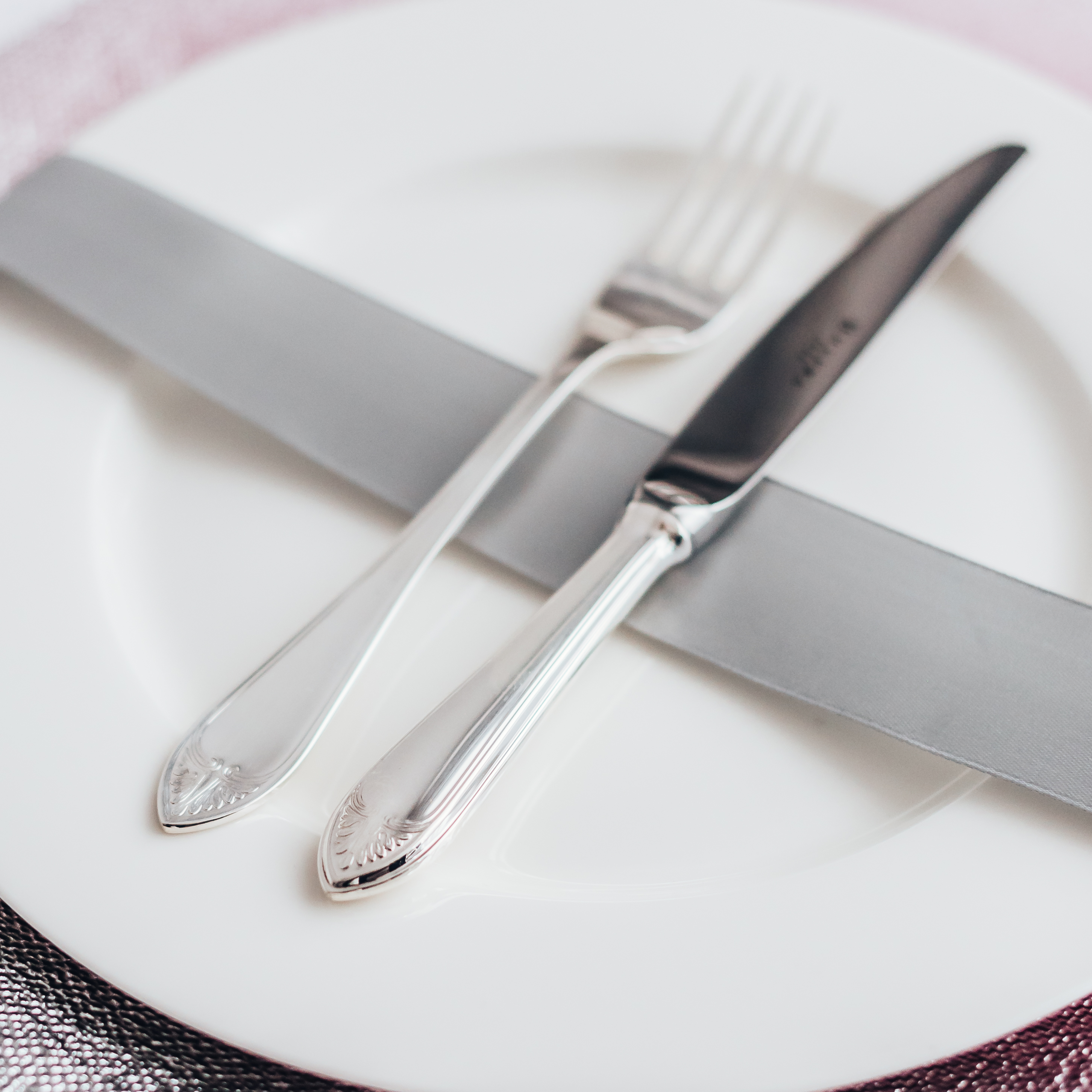
Đĩa ăn với dao và dĩa

Có nhiều nghi thức khác nhau liên quan đến việc đặt và sử dụng các dụng cụ ăn uống trong môi trường xã hội. Những phong tục này khác nhau giữa các nền văn hóa khác nhau. Ví dụ như nghi thức sử dụng dĩa khác nhau ở Châu Âu, Hoa Kỳ và Đông Nam Á, và tiếp tục thay đổi. Trong các nền văn hóa Đông Á, có một loạt các nghi thức xã giao chi phối việc sử dụng đũa.

## Nghi thức dùng dĩa
Khi dùng cùng với dao để cắt và tiêu thụ thức ăn trong môi trường xã hội phương Tây, có hai hình thức nghi thức dĩa phổ biến. Theo phong cách châu Âu (tuy nhiên không thống nhất trên toàn châu Âu), thực khách giữ dĩa ở tay trái của họ trong khi theo phong cách Mỹ, (cũng xuất hiện ở Pháp), dĩa được chuyển giữa tay trái và tay phải. Trước khi dĩa được sử dụng, phong tục ở Châu Âu là tất cả thức ăn phải được đưa vào miệng bằng tay phải (dùng thìa, dao hoặc ngón tay). Khi dĩa được sử dụng, nó tiếp tục tuân theo quy tắc này; nó được cầm ở tay trái trong khi cắt và sau đó được chuyển sang tay phải để ăn. Phong tục này được thực dân Anh mang đến Châu Mỹ và trở thành phong cách của người Mỹ. Hầu hết châu Âu đã áp dụng phong cách nhanh chóng hơn, tức để dĩa ở tay trái, trong thời gian tương đối gần đây.
Sự khác biệt giữa phong cách Mỹ và châu Âu đã được sử dụng làm một phần cốt truyện trong các tác phẩm hư cấu, bao gồm phim OSS năm 1946 và loạt phim Turn: Washington's Spies năm 2014. Trong cả hai tác phẩm, việc sử dụng sai nghi thức dĩa có nguy cơ làm lộ diện các điệp viên bí mật.

### Phong cách Đức
Phong cách Đức, còn được gọi là phong cách lục địa hoặc phong cách châu Âu mặc dù trên thực tế là nó không thống nhất trên toàn châu Âu, là cầm dĩa (với đầu nhọn hướng xuống) ở tay trái và dao ở tay phải. Khi một miếng thức ăn vừa một lần cắn đã được cắt nhỏ, nó sẽ được xiên và đưa lên miệng bằng tay trái. Đối với các món ăn khác, chẳng hạn như khoai tây, rau hoặc gạo, lưỡi dao được sử dụng để hỗ trợ hoặc điều chỉnh vị trí của thức ăn trên mặt sau của dĩa. Cả dao và dĩa đều được cầm với tay cầm chạy dọc theo lòng bàn tay và phần đầu để được cầm bằng ngón cái và ngón trỏ. Phong cách này đôi khi được gọi là "tay cầm ẩn" vì lòng bàn tay che đi phần tay cầm.

### Phong cách Pháp
Phong cách Pháp bao gồm việc đặt những chiếc dĩa hướng xuống bàn ở phía bên tay trái. Điều này được thực hiện để thể hiện quốc huy mà theo truyền thống là ở bên đó, trái ngược với Đức hoặc Vương quốc Anh. Dao cần phải ở tay phải nhưng nên đổi tay sau khi đưa dĩa lên miệng bằng tay phải khi không còn cần đến dao nữa, trong khi ở Đức thì không nên đổi tay. Bánh mì luôn được phục vụ và có thể được đặt trên khăn trải bàn. Trong một không gian trang trọng, nếu có nước sốt đặc biệt, người ta có thể chấp nhận đặt một miếng bánh mì nhỏ ở cuối dĩa để nhúng vào nước sốt.

### Phong cách Mỹ
Trong phong cách Mỹ, còn được gọi là phương pháp zig-zag hoặc chuyển dĩa, dao ban đầu được cầm ở tay phải và dĩa ở tay trái. Vừa giữ thức ăn tại chỗ với dĩa có đầu nhọn hướng xuống, dùng dao cắt một miếng vừa đủ để ăn. Sau đó, dao được đặt xuống đĩa, dĩa chuyển từ tay trái sang tay phải, và thức ăn được đưa lên miệng để tiêu thụ. Sau đó dĩa được chuyển trở lại tay trái và cầm dao bằng tay phải. Trái ngược với kiểu cầm tay cầm ẩn của châu Âu, theo kiểu Mỹ, dĩa được cầm giống như thìa, bút hoặc giống như một chiếc máy xúc một khi nó được chuyển sang tay phải để chuyển thức ăn đến miệng.
Các chuyên gia về nghi thức xã giao đã lưu ý rằng phong cách cầm dĩa của người Mỹ đang suy giảm, bị coi là kém hiệu quả và tự cao. Điều này đã dẫn đến việc tăng cường sử dụng phong cách lai giữa phong cách truyền thống của Mỹ và Châu Âu. Trong phong cách mới này, dĩa không được chuyển giữa các tay giữa cắt và ăn, và cũng có thể được sử dụng "với mũi nhọn hướng lên" như một cái muỗng khi thuận tiện.
Để bảo vệ phong cách truyền thống của Mỹ, Judith Martin đã viết, "Những người chỉ ra rằng phong cách châu Âu hiệu quả hơn là đúng. Những người cho rằng nó là lâu đời hơn hoặc công phu hơn—nghi thức chưa bao giờ coi việc đưa thức ăn vào miệng nhanh hơn là một dấu hiệu của sự trau chuốt—là sai." 

### Phong cách Đông Nam Á
Theo phong cách Đông Nam Á, thìa được cầm trên tay phải trong suốt quá trình tiêu thụ thức ăn, ngoại trừ một số món ăn khi mà việc sử dụng dĩa phù hợp hơn. Cơm và canh là thành phần chính trong chế độ ăn uống ở các nước Đông Nam Á, vì vậy việc sử dụng thìa là thực tế trong các món ăn như vậy. Thìa dùng để điều khiển thức ăn lên đĩa; dao ít được sử dụng. Các món ăn thường được cắt thành nhiều phần nhỏ trước khi nấu, loại bỏ sự cần thiết của dao.

## Thiết kế bàn

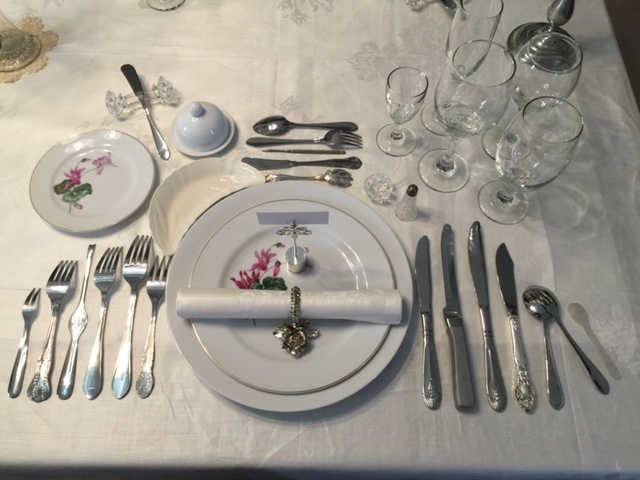
Một thiết kế bàn mười hai món

Bàn thường được thiết kế với hai hoặc nhiều dĩa, với mục đích là được sử dụng cho các món ăn khác nhau; ví dụ: dĩa trộn salad, dĩa ăn thịt và dĩa tráng miệng. Một số cơ sở muốn tạo ấn tượng về tính trang trọng cao đã bố trí nhiều loại dĩa khác nhau cho các bữa ăn của một vài món, mặc dù nhiều cơ quan quản lý nghi thức coi điều này là thô tục và ưa chuộng việc dụng cụ phù hợp được mang vào với mỗi món ăn.
Trong nghi thức ăn uống của người Mỹ, các vị trí khác nhau được sử dụng khi đặt dụng cụ xuống để cho biết thực khách định tiếp tục ăn hay đã ăn xong.

## Nghi thức dùng đũa
Mặc dù các phong tục nghi thức sử dụng đũa rất giống nhau giữa các vùng, nhưng các tiểu tiết chi tiết hơn có thể khác nhau. Ở một số nền văn hóa châu Á, việc dùng đũa để chỉ trỏ hoặc để đũa nằm vào bát được coi là bất lịch sự. Để đũa đứng trong bát có thể được coi là giống như đồ cúng cho người đã chết hoặc linh hồn.